# Clovis, Kalifornien
Clovis är en stad (city) i Fresno County, i delstaten Kalifornien, USA. Enligt United States Census Bureau har staden en folkmängd på 96 929 invånare (2011) och en landarea på 60,3 km².